# Hình Bộ Tỉnh (Nhật Bản)
Hình Bộ Tỉnh (刑部省 Gyōbu-shō) là một bộ trong Triều đình Nhật Bản thời kỳ phong kiến. Nó được thành lập trong cuộc Cải cách Taika và hệ thống Luật lệnh (Ritsuryō) trong thời kỳ Asuka và được chính thức hóa trong thời kỳ Heian.

## Nhìn chung
Tính chất của bộ này thay đổi theo thời gian.

## Lịch sử
Nhiệm vụ, quyền hạn của bộ này thay đổi theo thời gian.

## Hierarchy
Hệ thống cấp bậc của bộ này:
- Hình Bộ khanh (刑部卿 Gyōbu-kyō?).[2]
- Hình Bộ Đại phụ (刑部大輔 Gyōbu-taifu?).[2]
- Hình Bộ Thiếu phụ (刑部少輔 Gyōbu-shōfu?).[3]
- Hình Bộ thừa (刑部丞 Gyōbu-no-jō?).[3]
- Hình Bộ lục (刑部録 Gyōbu-no-sakan?), hai vị trí.[3]
- Đại Phán sự (大判事 Dai-hanji?). Có ba chức vị phụ trợ cho vị trí này.[3]
- Trung Phán sự (中判事 Chū-hanji?).[3]
- Thiếu Phán sự (少判事 Shō-hanji?).[3]
- Phán sự chúc (判事属 Hanji-no-sakan?).[3]
- Tù Ngục chính (囚獄正 Shūgoku-no-kami?).[3]
- Tù Ngục hữu囚獄佑 (Shūgoku-no-jō?).[3]
- Tù Ngục Lệnh sử (囚獄令史 Shūgoku-no-sakan?).[3]